# Wyeomyia incaudata
Wyeomyia incaudata är en tvåvingeart som beskrevs av Francis Metcalf Root 1928. Wyeomyia incaudata ingår i släktet Wyeomyia och familjen stickmyggor. Inga underarter finns listade i Catalogue of Life.